# Takahashi Hiroyuki
Hiroyuki Takahashi (sinh ngày 6 tháng 5 năm 1983) là một cầu thủ bóng đá người Nhật Bản.

## Sự nghiệp câu lạc bộ
Hiroyuki Takahashi đã từng chơi cho Tokyo Verdy.